# Torre de Hillbrow
La Torre de Hillbrow (Hillbrow Tower en inglés, Hillbrow-toring en afrikáans) es una torre de telecomunicaciones que se encuentra en el barrio de Hillbrow en Johannesburgo, Sudáfrica. Con 269 metros, ha sido la estructura y la torre más alta de África durante 40 años, también fue la estructura más alta en el hemisferio sur hasta 1978.

## Historia
La construcción de la torre comenzó en junio de 1968 y se terminó tres años después, en abril de 1971. La torre fue inicialmente conocida como JG Strijdom Tower en honor a Johannes Gerhardus Strijdom, el primer ministro de Sudáfrica entre 1954-1958. El 31 de mayo de 2005 pasó a llamarse oficialmente Telkom Jo'burg Tower (en español: Torre Telkom Johannesburgo).
La torre fue construida por la empresa Telkom, la mayor compañía de telecomunicaciones del país. A medida que la altura de los edificios del distrito central de negocios aumentaba, se hizo necesario que la altura de la nueva torre de telecomunicaciones estuviese por encima de la altura de los edificios que la rodean.  
La torre ha sido cerrada al público desde 1981 en varias ocasiones, principalmente debido a razones de seguridad. Uno de los pisos alberga un restaurante giratorio. Durante la Copa Mundial de la FIFA 2010, un gran balón de fútbol se ajustó a la torre para celebrar el evento.
La Torre de Hillbrow es una de las dos torres emblemáticas que a menudo se utilizan para identificar el horizonte de Johannesburgo. La segunda es la Torre de Sentech, que se utiliza para la televisión y las transmisiones de radio.